# Granada aturdidora

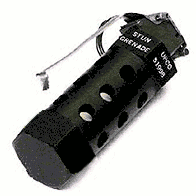
Granada aturdidora M84.

La granada aturdidora o granada cegadora también conocida como  flashbang es un arma no letal, similar en muchos aspectos a una granada de mano.

## Usos
Este tipo de granadas son usadas para confundir, desorientar, o distraer una amenaza potencial. Una granada aturdidora puede degradar seriamente la eficacia de combate del personal afectado, hasta por un minuto. Un ejemplo es la granada M84, que al explotar produce un destello de 6-8 millones de candelas y un sonido de 170-180 decibelios. Esta granada puede ser usada para incapacitar a la gente, generalmente sin causar heridas o lesiones serias.

## Modo de acción
El destello de luz activa momentáneamente todas las células fotosensibles en la retina, haciendo la visión imposible durante aproximadamente cinco segundos, o hasta que el ojo devuelva la retina a su estado original, sin estímulo luminoso. Los sujetos afectados por estos objetos describen la visión de un marco solo por cinco segundos (como si su visión "tomara una fotografía") hasta que esto se descolora y vuelve la vista a la normalidad. Esto es porque las células sensoriales que han sido activadas siguen enviando la misma información al cerebro hasta que ellos sean devueltos a su estado de descanso, y el cerebro traduce esta información continua en la misma imagen.
Por otro lado, el ruido increíblemente fuerte emitido por la explosión de granada contribuye a incapacitar la audición del afectado, pues interrumpe el fluido en los canales semicirculares del oído.

## Mecanismos de funcionamientos y componentes
El cuerpo es un tubo hexagonal de acero con agujeros a lo largo de los lados que permiten que una rapidísima ráfaga de luz y sonido sea emitida desde su interior. Cuando detona, el ensamblaje del cuerpo de la granada permanece intacta y no produce ninguna fragmentación. Esto es hecho para prevenir las heridas de metralla, aunque todavía es posible recibir una quemadura u otras heridas que resultan de la detonación. El intenso calor generado por la detonación de la granada también puede encender materiales inflamables, como combustible o ciertas telas. Los incendios que ocurrieron durante el sitio de la embajada iraní en Londres fueron causados por granadas aturdidoras. Su carga consiste en aproximadamente 4,5 gramos de una mezcla pirotécnica metálica-oxidante de magnesio o aluminio junto a un reactivo, como perclorato de amonio o perclorato de potasio que se mezclan al quitar el seguro de la granada. La explosión resultante de la mezcla de estos compuestos químicos ocurre algunos segundos después de realizar esta acción.

## En los videojuegos
En algunos juegos de video aparece esta arma:
- Saga de juegos SOCOM: La granada Flashbang Mk-141 desorienta a los enemigos privándolos de la visión y la audición temporalmente, los deja incapacitados y vulnerables por unos segundos, y en algunas ocasiones haciendo que se rindan.

- Saga de juegos Metal Gear Solid: Ciega y aturde a los enemigos comunes, y en el jugador dejan la pantalla en blanco por un breve período de tiempo.

- Resident Evil 2, Resident Evil 4, Resident Evil 5: Aturde a los enemigos comunes y destruye los especímenes de Las Plagas que están al descubierto.

- Alan Wake: Destruye a los poseídos que andan cerca cuando detona.

- Counter-Strike y Counter-Strike: Global Offensive: Ciega a los objetivos dejando la pantalla en blanco y impide sus capacidades auditivas con un pitido durante unos segundos.

- Saga de videojuegos Call of Duty

- Gunz

- SWAT 3, SWAT 4
- Battlefield 2: Special Forces, Battlefield 4
- Mortal Kombat 3, Mortal Kombat: Armageddon y Mortal Kombat (2011): El personaje Kurtis Stryker usa estas granadas como ataque especial
- PlayerUnknown's Battlegrounds: Ciega dejando la pantalla en blanco por unos segundos.
- En Tom Clancy's Ghost Recon Wildlands se pueden usar estas granadas para cegar objetivos y jugar de forma táctica.

- En Garena Free Fire el modo de uso de esta granada es lanzarla a un escuadrón enemigo o solo a un rival, sin que quien la lance sufra daño alguno pero ciega al enemigo dejando la pantalla en blanco por unos segundos.

- Cyberpunk 2077

- Datos: Q153544
- Multimedia: Stun grenades / Q153544